# Nicholas Benson
Pour les articles homonymes, voir Benson.
Nicholas Waite Benson, né le 19 août 1964 est membre d'une famille de lithographes depuis trois générations. Il est propriétaire de l'entreprise de gravure sur pierre : The John Stevens Shop (en) à Newport, Rhode Island. Il est lauréat du Prix MacArthur pour l'année 2010.

## Biographie
Nick Benson commence à travailler dans l'entreprise familiale, The John Stevens Shop, à l'âge de quinze ans, avec son père John Benson (en). Il étudie le dessin et le design au Purchase College de l'université d'État de New York à Purchase en 1986. Il passe l'année 1987 à la Schule für Gestaltung Basel à Bâle où il étudie la calligraphie, la conception de polices de caractères, la typographie, et dessin auprès d'André Gürtler, Christian Mengelt et Armin Hofmann.
Il retourne aux États-Unis en 1988 et continue à travailler, sous la direction de John Benson au The John Stevens Shop. Son père lui transmet l'entreprise en 1993. Benson étend l'art traditionnel du lettrage manuel et de la gravure sur pierre au moyen de ses concepts personnels du design. Il s'implique aussi dans l'enseignement de jeunes artisans. Il a aussi des étudiants en design, provenant en particulier de l'École de design de Rhode Island qui est à proximité, et des apprentis qui travaillent avec lui dans le magasin, ou sur de projets.

## Œuvre
Benson a créé des lettrages particuliers pour des commandes architecturales ou monumentales, avec une attention spéciale portée aux effets que la grande taille, la lumière changeante, l'influence des variations du climat peuvent avoir sur les lettres, tout en travaillant avec soin chaque lettre dans ses moindres détails. Dans un entretien avec l'historienne d'architecture Judith Dupré (en), il dit : « La composition globale est fondamentale, mais les proportions d'une lettre, le design de la forme de chaque lettre particulière sont également extrêmement importants. De la même importance sont la cadence du texte, la manière dont l'espace négatif est utilisé, l'espacement des mots, l'espacement des lignes, tout cela est absolument essentiel dans la gravure d'une bonne inscription ».
Benson a développé, pour le Martin Luther King, Jr. National Memorial sur le National Mall, une police originale qui emprunte à la fois aux formes de lettres grecques antiques et aux formes linéales contemporaines.
Ses créations se trouvent à la National Gallery of Art, la Yale University Art Gallery, à l'université Brown et au National World War II Memorial, à Washington, D.C.
Les œuvres de Benson pour le The John Stevens Shop comprennent aussi des pierres tombales et des plaques funéraires. Le père, le grand-père de Benson et leurs prédécesseurs au Shop avaient déjà créé des pierres tombales individuelles, dans des matériaux incluant l'ardoise grise le granite de Rhode Island .

## Famille
Benson vit à Jamestown, Rhode Island, avec sa femme et ses deux enfants.